# The Butcher Boy
The Butcher Boy (bra: Nó na Garganta; prt: O Rapaz do Talho) é um filme irlandês de 1997 estrelado por Stephen Rea e dirigido por Neil Jordan. É uma adaptação do romance homômino de 1992 escrito por Patrick McCabe.